# Cuidador (cómic)
Cuidador es un personaje ficticio que aparece en los cómics estadounidenses publicados por Marvel Comics. Ha habido dos encarnaciones del personaje.
Fue interpretado por Sam Elliott en Ghost Rider, como una amalgama de Carter Slade y Cuidador. El Cuidador también aparece en la serie de televisión de Hulu Helstrom, donde es interpretado por Robert Wisdom.

## Historial de publicación
El primer Cuidador debutó en Ghost Rider vol. 3 # 28 y fue creado por Howard Mackie y Andy Kubert.
El segundo Cuidador debutó en Ghost Rider vol. 6 # 26 y fue creado por Jason Aaron y Tan Eng Huat.

## Biografía del personaje ficticio

### Cuidador (Original)
Cuidador es miembro de La Sangre, una organización mística dedicada a combatir el mal. El mismo cuidador es el guardián de la línea familiar asociada con el antiguo Medallón del Poder. Vigila el cementerio de Salem Fields en Cypress Hills, Brooklyn, Nueva York.
El cementerio ha sido el sitio de mucho mal mágico, en parte debido a una antigua raza de seres malvados atrapados debajo de él.
Cuidador tiene su propio sistema de túneles secretos que conducen por todo el lugar, muchos de los cuales van en el rango visual de los cuerpos. Antes de involucrarse en las vidas de ambos Ghost Riders, Cuidador se encuentra y se hace amigo del Doctor Strange.
Ghost Rider, muy débil por un ataque a su huésped humano, Daniel Ketch, estaba siendo perseguido por el teniente Badalino a través del cementerio. El Cuidador golpeó al oficial de policía con su pala. Con la ayuda de Johnny Blaze, Ghost Rider es capaz de escapar de la captura. Más tarde, Cuidador le informa a Daniel que no necesita esperar hasta que se haya derramado sangre inocente antes de transformarse en Ghost Rider.
Más tarde, Cuidador trabaja con Seer, un miembro "novato" más joven de su raza, que a veces no escucha las órdenes. Seer es capaz de aumentar los poderes de los Cuidadores.
En un incidente, cuando Lilith regresa de una muerte aparente, el resultado es una niebla que se filtra desde el cementerio. Donde toca, la muerte sigue literalmente. Un grupo de asociados de Hijos de la Medianoche se reúnen, entre ellos Hannibal King, Victoria Montesi y los dos Ghost Riders. Entran en el cementerio en un intento de salvar vidas, pero son rápidamente abrumados. Rescatan a la reportera Linda Wei pero todo parece perdido. El Cuidador aparece y salva sus vidas guiándolos a través de uno de sus pasajes secretos, pero incluso entonces están casi abrumados. Más tarde, fuera del cementerio, declara que llevará a los involucrados con el "Medallón del poder", Ghost Rider, Johnny Blaze y Vengeance, lejos de la ciudad. Si las fuerzas de Lilith obtienen el Medallón en su conjunto, serían imparables. Los héroes se resisten a irse, incluso hasta el punto de que Blaze desenfunda su arma a Cuidador. Esto es suficiente para convencerlo, aunque todavía cree que el grupo está siendo tonto.
El Lilin sería el menor de los problemas de Cuidador ya que una nueva amenaza surgiría en la forma de un ángel traidor que busca derrocar a Dios y reclamar el Cielo para sí mismo: Zadkiel. Para lograr su objetivo, Zadkiel tuvo que reclutar a los subordinados terrenales para eliminar a cualquiera que amenazara su misión. En un amargo acto de traición, Zadkiel obligó a Daniel Ketch a confrontar y destruir a su antiguo cuidador. Sin embargo, Ketch no enfrentó a su mentor solo. Tuvo ayuda en la forma de algunos de sus viejos enemigos: Blackout, Doghead y Death Ninja más el Orbe habían regresado de la oscuridad. El Cuidador no estaba dispuesto a caer sin pelear, pero los números estaban en contra de él. Eventualmente, él cayó, Blackout asestó un golpe fatal, pero antes de abandonar este mundo, se encontró con su nieta, Sara, y le dijo que ella debía reemplazarlo. Para su servicio leal en la Tierra, el alma de Cuidador fue al cielo, pero un cielo gobernado por Zadkiel significaba que su alma se rompió en pedazos y se dispersó a los vientos al llegar. Sin embargo, Zadkiel finalmente es desterrado al infierno, y sus acciones contra el Paraíso probablemente fueron deshechas por Dios, lo que posiblemente indica que el alma de Cuidador finalmente fue restaurado.

### Hermana Sara
Creyendo que Dios le envió una visión perturbadora de un abuelo que nunca conoció, la hermana Sara abandonó su convento en Kansas para recorrer un territorio desconocido para llegar a Tennessee a ofrecerle ayuda. Sara, sola e ingenua, le pidió a un camionero que lo llevara, pero una vez que llegaron, la hermana Sara no tenía dinero para pagarle al conductor por el viaje. El camionero quería negociar alguna forma de pago, pero pronto descubrió que uno de los rebaños del Señor no era un corderito manso. Sara golpeó la cabeza del camionero por la ventana y salió corriendo del camión. Como el destino lo tendría, Johnny Blaze también se dirigía a Tennessee. Primero no estaba dispuesto a ayudar, pero un camionero enojado y herido convenció a Johnny para que le llevara a la hermana Sara. Los dos terminaron en la aparentemente insignificante choza del abuelo de Sara, Cuidador. El Cuidador resultó gravemente herido y murió a causa de un asalto a su casa dirigido por Daniel Ketch, un ex Ghost Ridoer que ahora sirve del ángel pícaro, Zadkiel. Cuidador logró derrotar a tres de los aliados de Ketch, Doghead, El Orbe, y Death Ninja, antes de que el vampiro conocido como Blackout golpeó el golpe fatal. Ketch comenzó a destruir el contenido de la casa de Cuidador cuando Blackout se enfrentó a Blaze. Mientras tanto, Cuidador le dijo a Sara que estaba a punto de entrar en una vida que él nunca tuvo la intención de tener. Quería desesperadamente llevarlo a un hospital, pero Cuidador sabía que su tiempo en la Tierra había terminado, por lo que la instó a llegar a los túneles debajo de su casa y salvar lo que pudiera antes de que Danny lo destruyera todo. Angustiada por perder a la familia que nunca supo que tenía, Sara hizo lo que le dijeron y encontró una biblioteca de libros dentro de los túneles. Un toque fue todo lo que tomó, y el conocimiento contenido en los libros inundó la mente de Sara. Ella se convirtió en la nueva Cuidadora, bibliotecaria y guardiana de todo lo relacionado con los Espíritus de la Venganza.
Blaze encontró a su hermanastro, Ketch, quien huyó al Tíbet, y Sara insistió en seguirle el paso ahora que estaba lista para aceptar su nuevo papel en la vida. Blaze estuvo de acuerdo porque Sara tenía las respuestas que estaba buscando, y los dos persiguieron a Daniel. En el Tíbet, Blaze y Sara llegaron demasiado tarde para salvar a un Jinete Fantasma llamado Nima de ser asesinado a manos de Ketch, pero Blaze tuvo la oportunidad de enfrentarse a su familia solo para terminar en el extremo perdido de la batalla. Blaze se hundió en una depresión a pesar de los esfuerzos de Sara por sacarlo de ella, e incluso la llegada de otros Ghost Riders, Molek y Bai Gu Jing, no ayudaron en absoluto. El grupo finalmente viajó a Japón para buscar a otro de su clase, pero todo lo que encontraron fue un hombre asustado que Daniel Ketch le quitó sus poderes. Yoshio Kannabe, ahora un antiguo Espíritu de venganza, no les serviría de nada. Sin embargo, Molek sabía de un lugar en el Congo donde dos Ghost Riders más esperaban. Barón Skullfire y su amante, Marinette Bwa Chech, estaban listos para unirse a Sara y sus aliados en la guerra contra Zadkiel.
Sara y Molek tuvieron una conversación de corazón a corazón antes de la batalla final, y él le dijo que era una mujer increíble que se tomaba todo con calma a pesar de que su carga estaba sobre ella de repente. Sara y Molek parecían tener una conexión, y ella estaba a su lado cuando Ketch y la Hueste Negra llegaron, pero cuando el polvo se asentó, Sara fue una de las únicas sobrevivientes del conflicto. Ketch había agotado con éxito a los otros Ghost Riders de sus poderes, y Zadkiel había ganado su guerra con el Cielo. Después, Blaze y Ketch se separaron, dejando a Sara sola. Viajó de regreso a su hogar en su convento en Kansas, pero entró en una escena horrible. Parecía como si todas las monjas de adentro fueran brutalmente asesinadas por un asaltante desconocido. La Madre Superiora, jefa del convento, se quedó sin aliento y ella explicó lo que había sucedido en la ausencia de Sara. Después de que Sara enterrara los cuerpos, decidió vengar a sus hermanas caídas y buscar a su asesino, El Deacon.
Sin embargo, fue visitada por espíritus de la venganza del futuro, quienes le dieron esperanza al informarle que la guerra con Zadkiel no había terminado realmente. Sara buscó a Johnny Blaze y lo encontró en batalla con un demonio llamado Skin-Bender. Al principio, ella no lo reconoció, alegando que el Ghost Rider estaba libre de la presencia de Blaze, pero ese no era el caso. Blaze no quería participar en una revancha con Zadkiel hasta que Sara le recordara que las almas de sus hijos residen en el Cielo. Ante el temor de lo que Zadkiel podría hacerles, Blaze se marchó con Sara, lista para repartir venganza.
Viajaron por todo el país para encontrar una manera de llegar a Zadkiel, pero no fue hasta que un par de sus secuaces les contaron sobre el Anticristo, Kid Blackheart, que Sara y Blaze sabían qué buscar. Rastrearon al Anticristo hasta Nueva York, pero ya estaba en compañía de Hellstorm y Jaine Cutter, quienes lo habían rescatado de una muerte segura. Ketch también apareció con una historia de cómo vendió su alma por las llaves del cielo. La única pega era que el grupo tenía que mantener a salvo al Anticristo. Blaze y Ketch se separaron del resto del grupo, dejando a Sara con los demás, pero un ataque de Madcap y Espantapájaros aisló a Sara con el Hijo de Satanás. El Anticristo se volvió rápidamente hacia Sara, y con la ayuda de Maestro Pandemonium la dejó inconsciente. Atada e indefensa, Sara estaba a merced de sus captores, pero lo que vino después fue una sorpresa para ella. El anticristo le mostró lo que realmente era: una puerta de entrada al cielo. Su poder fue revelado, y mientras se reía de que Blaze y Ketch tenían la llave bajo sus narices todo el tiempo sin saberlo, el Anticristo condujo a un ejército de demonios al cielo a través de Sara. El poder dentro de ella creció hasta tal punto que Sara se teletransportó al sitio de otra entrada protegida por las Gun Nuns. Era demasiado tarde para ayudarlos cuando el diácono mató a la mayoría de ellos como él a sus hermanas, pero llegó a tiempo para vengarse de sus muertes. Sara luchó contra Deacon y lo dejó paralizado desde el cuello hacia abajo. A pesar de que esperaba que ella lo matara como él la habría hecho, Sara se negó, en lugar de eso eligió orar a Dios, como ella le dijo que sus hermanas tardías le habían enseñado a hacer. Sara se reunió con Blaze y Ketch después de que derrotaron a Zadkiel y Dios condenó al ángel renegado al Infierno por toda la eternidad, y los tres se marcharon en busca de nuevas aventuras.

## Poderes y habilidades
Cuidador es parte de la antigua raza llamada 'La Sangre'. Aparentemente es inmune o resistente al envejecimiento y a las enfermedades convencionales. Posee un grado de fuerza sobrehumana y es un luchador hábil, principalmente usando su pala. Cuando es necesario, ha demostrado que puede vencer a Ghost Rider y Vengeance a la vez. Puede romper la conexión que los usuarios tienen con Medallón de Poder: puede convertir a Ghost Rider de nuevo a Daniel Ketch a voluntad.
Cuidador también monta una "motocicleta antigua", que posiblemente se refiere a que es un modelo más antiguo de la década de 1960.

## En otros medios

### Película
- Sam Elliott interpretó a Cuidador en la película de 2007 basada en Ghost Rider. Esta versión del personaje, sin embargo, no era un miembro de la Sangre, de la cual no se menciona en la película, pero de hecho fue el predecesor de Johnny Blaze al título de Ghost Rider, habiendo sido sometido a la misma maldición 150 años antes. En la película, El Cuidador resulta ser Carter Slade (otro personaje de Marvel Comics que originalmente se llamaba Ghost Rider, pero que más tarde cambió a Jinete Fantasma para dar paso a la nueva versión). La descripción de Sam Elliott de este personaje es más parecida a la del Cuidador, en términos de emoción o falta de ella. En un momento, incluso se transforma en una versión de Carter Slade al estilo de Ghost Rider, completa con un cráneo en llamas, ropa casi carbonizada y un caballo místico en llamas, como el Jinete Fantasma.

### Televisión
- Robert Wisdom interpreta al Cuidador en Helstrom en Hulu. Esta versión es afroamericano y su verdadero nombre es Henry.[6] Esta versión tiene una personalidad más agradable y es especialmente amigable con Louise Hastings (June Carryl), la directora del Centro de Salud Mental de Santa Teresa, donde está fuertemente implícito que los dos fueron cercanos, y presumiblemente, románticamente involucrados en un momento.

### Videojuegos
- Cuidador aparece en el videojuego Ghost Rider con la voz de Fred Tatasciore.